# Rodrigo de Paul
Rodrigo Javier de Paul (* 24. května 1994 Sarandí) je argentinský profesionální fotbalista, který hraje na pozici středního záložníka za španělský klub Atlético Madrid a za argentinský národní tým, se kterým se stal v roce 2022 mistrem světa.

## Klubová kariéra

### Racing Club
De Paúl se narodil ve městě Sarandí ve Gran Buenos Aires a připojil se k akademii Racing Clubu v roce 2002 ve věku osmi let. V létě 2012 se propracoval do prvního týmu a na lavičku náhradníků usedl poprvé 24. června 2012 na zápas proti Vélezu Sarsfield.
De Paúl odehrál svůj první zápas 10. února 2013, když v 76. minutě utkání proti Atlético de Rafaela vystřídal Maura Camoranesiho. Svůj první gól vstřelil o měsíc později, a to při výhře 3:0 proti San Martín de San Juan.
De Paúl v sezóně objevil 2012/13 odehrál 19 zápasů. V následující sezóně se stal klíčovým hráčem týmu, když v 35 utkání se mu podařilo čtyřikrát skórovat.

### Valencia
Dne 9. května 2014 přestoupil De Paúl do španělského klubu Valencia CF za částku okolo 6,5 milionu euro. V klubu podepsal pětiletou smlouvu a v La Lize debutoval 23. srpna pod hlavním trenérem Nunem Espíritem Santem, když v 65. minutě utkání proti Seville vystřídal Paca Alcácera, v zápase byl ale jen o minutu později vyloučen kvůli faulu Aleixe Vidala.
Svůj první gól za klub vstřelil 4. prosince 2014 při vítězství 2:1 proti Rayu Vallecano v Copa del Rey. Na to navázal svou první brankou v La Lize 9. dubna 2015 proti Athleticu Bilbao. Během své první sezóny v klubu odehrál 29 utkání ve všech soutěžích.
Poté, co odehrál 14 utkání ve všech soutěžích v první polovině sezóny 2015/16, včetně dvou v Lize mistrů, odešel 4. února 2016 na půlroční hostování do svého bývalého klubu Racing Clubu. 24. února vstřelil svůj první a jediný gól při vítězství proti Bolívaru v Poháru osvoboditelů.

### Udinese
Dne 20. července 2016, po návratu z Argentiny, přestoupil De Paúl do italského prvoligového klubu Udinese Calcio za 10 miliónů euro. Debutoval 20. srpna 2016 při porážce 0:4 proti AS Řím. Svůj první gól za klub vstřelil 29. ledna 2017 při vítězství 2:1 proti AC Milán.
Sezónu 2018/19 zahájil čtyřmi góly v prvních šesti ligových zápasech. Sezónu ukončil jako nejlepší střelec Udinese s devíti góly, na své konto si připsal také devět asistencí.
Dne 15. října 2019 De Paúl podepsal novou pětiletou smlouvu. V sezóně 2019/20 vstřelil za Udinese v Serii A sedm gólů a přidal šest asistencí.
V prosinci 2020 se De Paúl stal kapitánem, když nahradil Kevina Lasagnu.

### Atlético Madrid
Dne 12. července 2021 přestoupil De Paúl do španělského Atlética Madrid, kde podepsal pětiletý kontrakt. Do svého nového klubu nastoupil jen několik dní poté, co s Argentinou vyhrál Copa América.

## Reprezentační kariéra
De Paúl debutoval v argentinské reprezentaci 11. října 2018 při vítězství 4:0 nad Irákem, a později se stal pravidelným členem základní sestavy pod manažerem Lionelem Scaloni; byl součástí týmu, který skončil třetí na turnaji Copa América 2019 poté, co v zápase o třetí místo porazil Chile 2:1.
Dne 3. července 2021 vstřelil De Paúl úvodní gól čtvrtfinále Copy América proti Ekvádoru, které skončilo vítězstvím Argentiny 3:0. Ve finále turnaje proti Brazílii asistoval De Paúl Ángelu Di Maríovi na jedinou branku zápasu; Argentina získala svůj 15. titul na Copa América a prvního velký mezinárodní titul od roku 2008.

## Statistiky

### Klubové
K 15. srpnu 2021
| Klub                | Sezóna  | Liga             | Liga   | Liga | Pohár  | Pohár | Kontinentální poháry | Kontinentální poháry | Celkem | Celkem |
| Klub                | Sezóna  | Liga             | Zápasy | Góly | Zápasy | Góly  | Zápasy               | Góly                 | Zápasy | Góly   |
| ------------------- | ------- | ---------------- | ------ | ---- | ------ | ----- | -------------------- | -------------------- | ------ | ------ |
| Racing Club         | 2012/13 | Primera División | 19     | 2    | 1      | 0     | 0                    | 0                    | 20     | 2      |
| Racing Club         | 2013/14 | Primera División | 35     | 4    | 0      | 0     | 2                    | 0                    | 37     | 4      |
| Racing Club         | Celkem  | Celkem           | 54     | 6    | 1      | 0     | 2                    | 0                    | 57     | 6      |
| Valencia            | 2014/15 | La Liga          | 25     | 1    | 4      | 1     | —                    | —                    | 29     | 2      |
| Valencia            | 2015/16 | La Liga          | 9      | 0    | 3      | 0     | 3                    | 0                    | 15     | 0      |
| Valencia            | Celkem  | Celkem           | 34     | 1    | 7      | 1     | 3                    | 0                    | 44     | 2      |
| Racing Club (host.) | 2016    | Primera División | 11     | 0    | 1      | 0     | 3                    | 1                    | 15     | 1      |
| Udinese             | 2016/17 | Serie A          | 34     | 4    | 1      | 1     | —                    | —                    | 35     | 5      |
| Udinese             | 2017/18 | Serie A          | 37     | 4    | 2      | 0     | —                    | —                    | 39     | 4      |
| Udinese             | 2018/19 | Serie A          | 36     | 9    | 1      | 0     | —                    | —                    | 37     | 9      |
| Udinese             | 2019/20 | Serie A          | 34     | 7    | 1      | 0     | —                    | —                    | 35     | 7      |
| Udinese             | 2020/21 | Serie A          | 36     | 9    | 2      | 0     | —                    | —                    | 38     | 9      |
| Udinese             | Celkem  | Celkem           | 177    | 33   | 7      | 1     | —                    | —                    | 184    | 34     |
| Atlético Madrid     | 2021/22 | La Liga          | 1      | 0    | 0      | 0     | 0                    | 0                    | 1      | 0      |
| Celkem              | Celkem  | Celkem           | 277    | 40   | 16     | 2     | 8                    | 1                    | 301    | 43     |

### Reprezentační
K 10. červenci 2021
| Argentina | Argentina | Argentina |
| Rok       | Zápasy    | Góly      |
| --------- | --------- | --------- |
| 2018      | 3         | 0         |
| 2019      | 14        | 0         |
| 2020      | 4         | 0         |
| 2021      | 8         | 1         |
| Total     | 29        | 1         |

#### Reprezentační góly
K 10. červenci 2021. Skóre a výsledky Argentiny jsou vždy zapisovány jako první.
| No. | Date             | Venue                                              | Opponent | Score | Result | Competition       |
| --- | ---------------- | -------------------------------------------------- | -------- | ----- | ------ | ----------------- |
| 1.  | 3. července 2021 | Estádio Olímpico Pedro Ludovico, Goiânia, Brazílie | Ekvádor  | 1:0   | 3:0    | Copa América 2021 |

## Ocenění

### Reprezentační

#### Argentina
- Copa América: 2021[23]

### Individuální
- Jedenáctka turnaje Copa América: 2021[25]